# Neofabricia mjoebergii
Neofabricia mjoebergii är en myrtenväxtart som först beskrevs av Edwin Cheel, och fick sitt nu gällande namn av Joy Thomps.. Neofabricia mjoebergii ingår i släktet Neofabricia och familjen myrtenväxter. Inga underarter finns listade i Catalogue of Life.